# Zizi la bouquetière
Pour plus de détails, voir Fiche technique et Distribution.
Zizi la bouquetière est un film muet français réalisé par Georges Denola, sorti en 1910.

## Synopsis
La jeune et jolie bouquetière a deux soupirants : Jacquot, un jeune homme honnête et courageux qui l'aide dans son travail, et le beau Frédéric qui a sa préférence malgré une réputation de mauvais garçon. Un soir en rentrant chez elle, elle est suivie par Frédéric qui lui vole sa recette et s'enfuit par les toits. Poursuivi par Jacquot appelé à la rescousse, Frédéric est finalement rattrapé par la police pendant que la bouquetière réconforte tendrement Jacquot qui a fait une chute dans la rue pendant la cavale.

## Fiche technique
- Titre : Zizi la bouquetière
- Réalisation : Georges Denola
- Scénario : Charles Clairville
- Photographie :
- Montage :
- Société de production : Société cinématographique des auteurs et gens de lettres (S.C.A.G.L.)
- Société de distribution : Pathé frères
- Pays d'origine :  France
- Langue : français
- Métrage : 175 mètres
- Format : Noir et blanc — 35 mm — 1,33:1 — Muet
- Genre : Comédie
- Durée : 6 minutes
- Dates de sortie : 
  -  France : 28 octobre 1910
  -  Danemark : 12 janvier 1911

## Distribution
- Mistinguett : la bouquetière
- André Hall : Jacquot dit l'Haricot, le soupirant
- Jacques Villa : Frédéric, le rival de Jacquot
- Paul Fromet : le noceur
- Éliane : la mère de la bouquetière